# Töltéstava
Töltéstava község Győr-Moson-Sopron vármegyében, a Győri járásban.

## Fekvése
Győr délkeleti szomszédságában fekszik, mint a megyeszékhelyet délről övező agglomerációs gyűrű egyik települése, a város központjától 9 kilométer távolságra.
Különálló településrésze Táplánypuszta, a központjától bő 2 kilométerre északra.
A közvetlenül határos települések: észak felől Győrszentiván (Győr része), északkelet felől Bőny, kelet felől Pér, délkelet felől Pázmándfalu, dél felől Győrság, délnyugat felől Nyúl, nyugat felől Győrújbarát, északnyugat felől pedig Kismegyer (szintén Győr része).

### Megközelítése
Területét átszeli délkelet-északnyugati irányban a Székesfehérvártól Győrig vezető 81-es főút, így mindkét város irányából ez a legfontosabb közúti megközelítési útvonala. A főút azonban csak Táplánypuszta községrészt érinti, a település központja egy rövid letéréssel érhető el, a 82 123-as számú mellékúton.
Közigazgatási területén, illetve a határszélén helyezkedik el az M1-es autópálya Győrt elkerülő szakaszának két csomópontja is; határszélét továbbá érinti északon a 813-as főút és a 8136-os út – mindkettő az egyik (győrszentiváni) sztrádacsomóponthoz csatlakozik –, nyugaton pedig a 8222-es út is.

## Története
Mai területe 1934. január 1-jén vált ki Pér község területéből, és ekkor alakult önálló közigazgatási egységgé. A település három nagyobb puszta egyesüléséből (Töltéstava, Táplány-puszta, Söptér-puszta) fejlődött önálló községgé.
A kelta uralom alatt már lakott hely volt és gazdag leleteket találtak, valamint találtak római kori villa maradványait is. Tötöstava ill. Töltéstava Puszta valószínűleg egy újabb-kori név.
Borovszky Samu a következőt írja: „Töltéstava puszta már 1200-ban a Töltési család fészke volt. 1220-ban possessio Teuteusy alakban van említve. Még 1619-ben is Theöthössy András az egyik ura, a másik pedig Kutassy Mihályné.” Molnár Szulpic azonban kiderítette, hogy „A tatárjárás előtti oklevelek vizsgálatánál már feltűnt, hogy az az 1220. évi keltezésű oklevél, amely szerint Tötösi Domokos és István Fejéregyházát 20 eke földdel Merene vagy Megyer, Sashalom, Tötös(tava) és Örkény közt kénytelenek átadni a pannonhalmi apátnak, nem egyéb, mint egy 1220. évi Sokoro-Sövényről szóló oklevélnek 1702-ben készült hamis utánzata. Kései voltát elárulja az ügyetlenül régiesítő írás, a hamisítás évszámát pedig az oklevél hátán levő összeadás: 1220, alatta 482, összeadva s alája írva 1702.”
A helység viselte a Tötös nevet Tötöstava formájában, ahogy ezt Kiss Lajos is említi és aki a helység és a családnév összekötését későbbre helyezi: „Töltéstava ... A R. Filtesteltowa névváltozat olyan összetétel, amelynek utótagja a birtokos személyraggal ellátott m. tó fn.; előtagja nincs tisztázva. A későbbi alak azzal függ össze, hogy a birtok tulajdonosa a Theötheössy, Töltésy család volt”.
A fentiek alapján azt lehet feltételezni, hogy a helység neve Tötöstava formájában tulajdonképpen csak a 17. század elején, vagy legfeljebb a 16. század végén keletkezhetett: „Csak mint rövid ideig szereplő zálogbirtokot kellene említenünk a Selyemcsuktól északnyugatra fekvő Tötöstava (ma: Töltéstava) pusztát, ha képzelt jogcímen nem ragaszkodnak hozzá főapátjaink. Dianesevics György dömölki apát és pannonhalmi jószágkormányzó írja e jószágról 1638-ban, hogy »szántófölde és rétje bőven vagyon, félegyházi földdel is határos. Tötösy nevü nemes ember bírja, de számot tart hozzá Sághoz (Ság révén) Kutasy Mihályné is, ki most Pápán lakik. Kutasyné asszony és Tötösy pörben vannak érte, de az apátúr (Himmelreich György) ellene mondott, mert mindenkor Szent-Mártonhoz való volt, amint az oklevelekből megtetszik«. Ez utolsó állítását azonban, vagyis a főmonostor birtokjogát e pusztához a reánk maradt okmányok semmiképen sem igazolják. 1623-ban tulajdonosa Tötösy Barnabás fia Mihály; a század közepén pedig a birtok fele Nagypadányi Mészáros István bácsai praedialis nemes kezébe jutott felesége, Tötösy Erzsébet révén, a ki 1667-ben a maga részét a Pánzsán levő malmával együtt zálogba vetette öt évre Somogyi Miklós pápai főhadnagynak, továbbá Szegedy Bálint és Acsády Pál rokonainak, míg a másik fele nemes Varga Péter özvegyének öröksége. Ezek után a birtok még további per tárgya különböző családok és a pannonhalmi föapátság között.”
1625-ben „Nemes padányi Thötös (Teótós) Mihály tiltja generosus Kuthassy Mihályt és valamennyi Ság falubéli (possessio) jobbágyát, együtt és egyenként, Tötös (Teótós) puszta (praedium) minden hasznától és bevételétől. Fizetett 12 dénárt” majd „1630-ban Nemes Tötösi (Teöteösi) Mihály tilt mindenkit Tötöstava (Teöteös taua) puszta használatától.” és 1634-ben Nemes Tötösi Mihály visszavonja a Kutasi Mihályt érintő felvallását Tötöstaváról.
1677-ben a győri káptalan bizonyságlevele dokumentálja, hogy „nemes Töttösy Erzsébet úrnő a Pozsony vármegyében a Csallóköz szigeten lévő Padány falubirtokban található teljes nemesi udvartelket zálogba adta Bartalos Jakabnak, a feleségének Inczédy Juditnak és lányaiknak Katalinnak és Juditnak 100 arany forintért 99 évre.”
A birtok később az örményesi Fiáth család kezére szállott, mikor Fiáth János 1677-ben feleségül vette Fördös Katalint, és ő menyasszonyi hozományul vitte a töltéstavai majort. A töltéstavai nemesi családok közül kiemelkedik a Torkos, a Szüts, a Bay és a Németh család. Töltéstaván e családokon kívül jóval több nemesi családnak volt még birtoka.
Az 1828. évi hiteles adatok szerint tanya: 35 lakóházzal és 247 lakossal. Az 1930. évi népszámlálás szerint 465 lakosa volt Töltéstavának, s ebből 409 fő katolikus, 44 fő református és 12 fő volt lutheránus. A földbirtokreform 1921-ben Töltéstaván is megtörtént. Kiosztottak 20 házhelyet, s egy-egy telek átlagosan 360 négyszögöles lett. Legújabb kori történelmét befolyásolták a gazdasági és közigazgatási átalakulások, de kedvező földrajzi helyzete révén egyenletes és jól észlelhető fejlődés mutatkozik. A rendszerváltás óta önálló önkormányzata van. Ma 5-600 közötti a beépített házhelyek és az újonnan kialakított lakótelkek száma. Az új telkek közművesítése megtörtént. A közvilágítás korszerűsítését megvalósították oly módon, hogy a szolgáltató végezte el a munkát. A felhelyezett világítótestek általi takarékos fogyasztás lett a felújítás forrása.
A község Győr peremén éli mindennapi életét. A győri vállalatok felszívták a hetvenes évek elejére azt a feleslegessé vált munkaerőt, melyet a mezőgazdaság már nem tudott foglalkoztatni. A rendszerváltás környékén a falura költözési hullám miatt nőtt meg a község népesség száma. A növekedési trend tartósnak ígérkezik, mert a község infrastruktúrája kiépült. A város közelsége és a falusias „nyugodtság” kedvező irányultságként hat. A néhány helyben lévő kis és középvállalkozó kereskedelmi munkát, a többiek mezőgazdasági és szolgáltató tevékenységet folytatnak. A legjelentősebb gazdasági társaságok: a mezőgazdasági termelőszövetkezet, mely Győrsággal és Pázmándfaluval közös gazdaság, a székhelye Töltéstava. A LAMEX, a WIREG, a SZA-TE és a Schneider kft. termelését nagy részét külföldre szállítja. A lakosság zöme Győrben keresi meg kenyerét. A közlekedés autóbuszokkal, illetve magán gépkocsikkal bonyolódik le. A jelenlegi közlekedési igényeket kielégíti.
A településen az alapvető vonalas és intézményi infrastruktúrák megtalálhatók. A község rendelkezik: házi-, gyermek és fogorvossal, valamint védőnővel. Napköziotthonos óvodája és Általános Közművelődési Intézménye van, mely magában foglalja az általános iskolát. Ez utóbbi két intézményt az elmúlt években felújították.

## Közélete

### Polgármesterei
- 1990–1994: Dr. Duschanek Péter István (független)[14]
- 1994–1998: Dr. Duschanek Péter István (független)[15]
- 1998–2002: Szalma István Géza (független)[16]
- 2002–2006: Szalma István Géza (független)[17]
- 2006–2010: Sándor Károly (független)[18]
- 2010–2014: Sándor Károly (független)[19]
- 2014–2019: Sándor Károly (független)[20]
- 2019–2024: Sándor Károly (független)[21]
- 2024– : Zámbó Dániel (független)[1]

## Népesség
A település népességének változása:
| Lakosok száma | 2218 | 2272 | 2286 | 2698 | 2568 | 2566 | 2568 |
|               | 2013 | 2014 | 2015 | 2021 | 2022 | 2023 | 2024 |

A 2011-es népszámlálás során a lakosok 85,6%-a magyarnak, 0,6% cigánynak, 0,6% németnek, 0,2% románnak mondta magát (14,2% nem nyilatkozott; a kettős identitások miatt a végösszeg nagyobb lehet 100%-nál). A vallási megoszlás a következő volt: római katolikus 45,1%, református 8,5%, evangélikus 1,9%, görögkatolikus 0,3%, felekezeten kívüli 17,7% (25,8% nem nyilatkozott).
2022-ben a lakosság 94,5%-a vallotta magát magyarnak, 0,7% németnek, 0,4% cigánynak, 0,2% ukránnak, 0,2% szlováknak, 0,1-0,1% románnak, görögnek, szlovénnek és örménynek, 1,6% egyéb, nem hazai nemzetiségűnek (5,2% nem nyilatkozott; a kettős identitások miatt a végösszeg nagyobb lehet 100%-nál). Vallásuk szerint 35,7% volt római katolikus, 7,3% református, 1,5% evangélikus, 0,9% görög katolikus, 1% egyéb keresztény, 0,8% egyéb katolikus, 20,6% felekezeten kívüli (32% nem válaszolt).

## Látnivalók
A községhez tartozó Táplánypusztán van a több mint százéves Lévay-kastély. A kastélykápolna falán báró Lévay Henriknek, a biztosító intézmény magyarországi megalapítójának az emléktáblája látható. A kastély ma szociális otthonként működik.